# كوكتيل الفاكهة
كوكتيل الفاكهة أو ما يعرف أحياناً بسلطة الفاكهة هو عبارة عن قطع فاكهة متنوّعة يضاف عادةً إليها العصير . تختلف مكوناتها بحسب الفاكهة الموجودة. يمكن تحضيرها من الفاكهة العادية كالتفاح، الليمون. كما يمكن تحضيرها من الفاكهة الاستوائية كالجوافة، الباباي، الاناناس، المانجا، الموز وعصير المنجا.
يمكن أن يحضّر كوكتيل الفواكه بطريقة مختلفة و خفيفة جداً بحيث تحتوي كل حصة (200غ) على 102 سعرات حرارية. يتكوّن في هذه الحال من الدراق، الإجاص، الفراولة وعصير الليمون الحامض. تمزج المكونات في الخلاط الكهربائي للحصول على مزيج ناعم دون قطع فواكه إضافية ودون استعمال فواكه مرتفعة السعرات الحرارية كالأفوكادو مثلاً.

## وصلات خارجية
1. ↑  وصفة كوكتيل الفاكهة الدايت مع معلوماتها الغذائية نسخة محفوظة 12 يوليو 2015 على موقع واي باك مشين.